# Federazione di rugby a 15 del Camerun
La Federazione Rugby XV del Camerun (in inglese Cameroon Rugby Union, in francese Fédération Camerounaise de Rugby) è l'organo che governa il Rugby a 15 nel Camerun.
Affiliata all'International Rugby Board, è inclusa fra le nazionali di terzo livello senza esperienze di Coppa del Mondo.